# 2월 17일
2월 17일은 그레고리력으로 48번째(윤년일 경우도 48번째) 날에 해당한다.

## 사건
- 1921년 - 도쿄제국대학병원에 입원중이던 조선의 신념형 친일파 민원식이 과다출혈로 사망하였다.
- 1992년 - 서울특별시 송파구 올림픽체조경기장에서 열렸던 뉴 키즈 온 더 블록 내한 공연 도중 여고생 1명이 압사했다.
- 2008년 - 코소보 독립선언
- 2014년 - 경주 마우나오션리조트 체육관 붕괴 사고로 오리엔테이션 중이던 부산외국어대학교 신입생 10명이 사망하고 124명이 부상을 입었다.
- 2016년 - 터키 앙카라에서 폭탄테러가 발생하여 28명이 사망하고 61명이 부상을 입었다.
- 2020년 - 순천완주고속도로 31중 추돌사고가 발생했다.

## 문화
- 1988년
  - 세종남극기지 준공
  - 아시아나항공 설립.
- 2000년 - 마이크로소프트에서 윈도우 2000 출시.

## 탄생
- 624년 - 중국 당나라의 제3대 황제 측천무후. (~705년)
- 1781년 - 프랑스의 의사 르네 라에네크. (~1826년)
- 1796년 - 벨기에의 과학자, 수학자 아돌프 케틀레. (~1874년)
- 1798년 - 프랑스의 철학자 오귀스트 콩트. (~1857년)
- 1820년 - 벨기에의 음악가 앙리 비외탕. (~1881년)
- 1918년 - 이집트의 가수, 배우 레일라 무라드. (~1995년)
- 1923년 - 북한의 정치인 황장엽. (~2010년)
- 1924년 - 미국의 클래식 소프라노, 배우, 저널리스트 마거릿 트루먼. (~2008년)
- 1925년 - 미국의 배우 핼 홀브룩. (~2021년)
- 1926년 - 오스트리아의 작곡가 프리드리히 체르하. (~2023년)
- 1929년 - 칠레의 영화 감독, 영화 각본가, 배우, 시인 알레한드로 호도로프스키.
- 1930년 - 잉글랜드의 작가 루스 렌델. (~2015년)
- 1931년 - 대한민국의 영화감독 김영효. (~2024년)
- 1932년 - 대한민국의 기업인 박성용. (~2005년)
- 1934년 - 대한민국의 군인, 정치인 권익현. (~2017년)
- 1935년 - 대한민국의 배우, 작가, 성우 김길호. (~2017년)
- 1936년 - 미국의 미식축구, 기업인 짐 브라운. (~2023년)
- 1937년 - 미국의 배우 메리 앤 모블리. (~2014년)
- 1940년 - 대한민국의 소설가 현길언. (~2020년)
- 1942년 - 미국의 행동가, 흑표당의 공동창립자 휴이 뉴턴. (~1989년)
- 1950년 - 대한민국의 공무원 김주현.
- 1954년
  - 대한민국의 기업인 김철수. (~2007년)
  - 대한민국의 배우 한정국.
  - 미국의 배우 러네이 루소.
- 1955년
  - 대한민국의 정치인 김영록.
  - 중화인민공화국의 노벨문학상 소설가 모옌.
- 1957년 - 대한민국의 배우 최정우. (~2025년)
- 1961년 - 대한민국의 정치인 이주호.
- 1962년
  - 미국의 배우 루 다이아몬드 필립스.
  - 중국의 바둑 기사 장주주.
- 1963년
  - 대한민국의 정치인 서동욱.
  - 미국의 농구 선수 마이클 조던.
- 1965년 - 미국의 영화감독, 영화제작자 마이클 베이.
- 1966년
  - 대한민국의 행정 출신 정치인 조승환.
  - 대한민국의 배우 이재은.
- 1967년 - 대한민국의 정치인 백혜련.
- 1968년
  - 중국의 반체제 인사 우얼카이시.
  - 이탈리아의 축구 선수 주세페 시뇨리.
- 1970년 - 대한민국의 배우 이세창.
- 1971년
  - 대한민국의 아나운서, 방송인 임경진.
  - 대한민국의 희극인, 방송인 신동엽.
  - 대한민국의 정치인 박종우.
  - 대한민국의 배우 강명주.
  - 대한민국의 디시인사이드 운영자 김유식.
- 1972년
  - 미국의 음악가 빌리 조 암스트롱.
  - 미국의 음악가 테일러 호킨스. (~2022년)
  - 일본의 가수 YUKI.
- 1975년
  - 대한민국의 가수, 배우 겸 트렌스젠더 하리수.
  - 일본의 배우 키치세 미치코.
- 1976년 - 대한민국의 전 가수, 뮤지컬 배우 고영욱.
- 1977년 - 일본의 성우 스즈키 치히로.
- 1978년 - 영국의 배우 로리 키니어.
- 1979년 - 중화인민공화국의 축구 선수 쉬윈룽.
- 1980년
  - 대한민국의 플로리스트 문정원.
  - 일본의 성우 엔도 아야.
  - 대한민국의 배우 홍은희.
- 1981년
  - 대한민국의 배우 안세호.
  - 미국의 배우 조셉 고든 레빗.
  - 미국의 사업가, 방송인 패리스 힐튼.
- 1982년
  - 브라질의 축구 선수 아드리아누 레이치 히베이루.
  - 대한민국의 음악가 이정길.
- 1983년
  - 대한민국의 가수 마이노스.
  - 일본의 야구 선수 가타오카 야스유키.
- 1984년 - 대한민국의 희극인 함효주. (~2013년)
- 1985년 - 필리핀, 오스트레일리아의 배우, 가수 앤 커티스.
- 1986년 - 대한민국의 가수 장우람.
- 1987년
  - 대한민국의 가수 이보람 (씨야).
  - 대한민국의 레이싱 모델 천세라.
  - 대한민국의 야구 선수 황선일.
- 1988년
  - 대한민국의 뮤지컬 배우 최예나.
  - 대한민국의 변호사 서지현.
  - 오스트레일리아의 축구 선수 다니엘 조르지에브스키.
- 1989년
  - 대한민국의 사격 선수 김민지.
  - 대한민국의 배구 선수 김나희.
- 1990년
  - 대한민국의 야구 선수 허정협.
  - 대한민국의 희극인 안진호.
  - 대한민국의 축구 선수 김창훈.
- 1991년
  - 영국의 음악가 에드 시런.
  - 영국의 배우 보니 라이트.
- 1992년
  - 사우디아라비아의 축구 선수 모타즈 하우사위.
  - 대한민국의 리그 오브 레전드 프로게이머 라일락.
  - 미국의 배우, 가수 메건 제트 마틴.
- 1993년
  - 대한민국의 레이싱 모델 김미진.
  - 대한민국의 가수 유라.
  - 독일의 배우 필리프 비그라츠.
  - 미국의 프리스타일 스키 선수 데빈 로건.
- 1994년
  - 일본의 가수 스즈키 시호리.
  - 대한민국의 배우 신재휘.
  - 대한민국의 바리톤 성악가 길병민.
- 1995년
  - 미국의 테니스 선수 매디슨 키스.
  - 대한민국의 미스코리아 이수연.
- 1996년
  - 대한민국의 축구 선수 유진석.
  - 미국의 배우 사샤 피에터스.
- 1997년
  - 대한민국의 야구 선수 구창모.
  - 대한민국의 배우 김민하.
  - 대한민국의 축구 선수 김영근.
  - 대한민국의 배우 배강희.
  - 대한민국의 배우 이서원.
  - 아르메니아의 역도 선수 시몬 마르티로샨.
  - 이탈리아의 축구 선수 가에타노 카스트로빌리.
  - 튀르키예의 축구 선수 제키 첼리크.
- 1998년 - 대한민국의 배우 장성윤.
- 1999년 - 오스트레일리아의 테니스 선수 앨릭스 디미노어.
- 2000년 - 대한민국의 아이돌 용희. (CIX)
- 2001년 - 대한민국의 축구 선수 김주환.
- 2003년 - 중화인민공화국의 쇼트트랙 선수 장추퉁.
- 2005년 - 일본의 아이돌 이노우에 나기.
- 2006년 - 대한민국의 가수 마키.

## 사망
- 364년 - 로마의 황제 요비아누스. (332년~)
- 1600년 - 이탈리아의 사상가, 철학자, 천문학자 조르다노 부르노. (1548년~)
- 1609년 - 토스카나의 대공 페르디난도 1세 메디치. (1549년~)
- 1673년 - 프랑스의 극작가 몰리에르. (1622년~)
- 1736년 - 스웨덴의 정치인 안드레아스 웅에. (1662년~)
- 1856년 - 독일의 시인 하인리히 하이네. (1797년~)
- 1909년 - 인디언 최후의 전사 제로니모. (1829년~)
- 1921년 - 조선의 신념형 친일파 민원식. (1866년~)
- 1937년 - 한국의 독립운동가 고이허. (1902년~)
- 1952년 - 조선민주주의인민공화국의 군인 박종근. (1920년~)
- 1972년 - 소련의 작곡가 가브릴 포포프. (1904년~)
- 1976년 - 대한민국의 화가 변관식. (1899년~)
- 2014년
  - 대한민국의 영화배우 황정순. (1925년~)
  - 독일의 정치인이자 외교관, 42차 유엔 총회 의장 페터 플로린. (1921년~)
- 2019년
  - 대한민국의 기업인 이진설. (1939년~)
  - 일본의 성우 사사키 스미에. (1928년~)
- 2021년
  - 미국의 방송인, 정치평론가 러시 림보. (1951년~)
  - 탄자니아의 정치인 세이프 샤리프 하마드. (1943년~)
- 2022년
  - 대한민국의 정치인 김진수. (1952년~)
  - 이탈리아의 가수 파우스토 칠리아노. (1937년~)
- 2023년 - 미국의 영화배우 스텔라 스티븐스. (1938년~)
- 2024년
  - 노르웨이의 사회학자 요한 갈퉁. (1930년~)
  - 대한민국의 교수 이성진. (1934년~)
  - 소련의 레슬링 선수, 배우 레반 테디아슈빌리. (1948년~)
- 2025년
  - 미국의 야구인 에디 피셔. (1936년~)
  - 오스트레일리아의 자선가 제임스 해리슨. (1936년~)
  - 미국의 영화배우 진 해크먼. (1930년~)

## 기념일
- 독립 기념일: 코소보

## 같이 보기
- 전날: 2월 16일 다음날: 2월 18일 - 전달: 1월 17일 다음달: 3월 17일
- 음력: 2월 17일
- 모두 보기